# داريوس جونسون (لاعب كرة قدم)
داريوس جونسون (بالإنجليزية: Darius Johnson)‏ هو لاعب كرة قدم بريطاني في مركز الهجوم، ولد في 15 مارس 2000 في تشيلسي في المملكة المتحدة. لعب مع نادي فولندام.

## وصلات خارجية
- داريوس جونسون (لاعب كرة قدم) على موقع قاعدة بيانات كرة القدم.إي يو (الإنجليزية)
- داريوس جونسون (لاعب كرة قدم) على موقع ناشيونال فوتبول تيمز (الإنجليزية)
- داريوس جونسون (لاعب كرة قدم) على موقع Soccerway.com (الإنجليزية)
- داريوس جونسون (لاعب كرة قدم) على موقع عالم كرة القدم.نت (الإنجليزية)